# Nokia 5140i
Nokia 5140i – telefon z serii N40. Działa w sieci GSM 900, 1800 i 1900.

## Główne cechy i funkcje
- Aplikacja Trener fitness i menu sportowe
- Dostosowywanie telefonu za pomocą motywów sportowych, obejmujących wygaszacze ekranu, tapety i dźwięki dzwonka MP3
- Szybsza i łatwiejsza komunikacja dzięki indywidualnym połączeniom typu push-to-talk kierowanym na zwykły numer telefonu
- Wiadomości dźwiękowe, niewymagające wpisywania tekstu
- Wiadomości bezpośrednie, widoczne od razu na wyświetlaczu telefonu odbiorcy
- Wyświetlacz o 65 536 kolorach

## Dane Techniczne

### Wyświetlacz
- kolorowy
- 128 × 128 pikseli, 65 536 kolorów

### Sieci
- Sieci EGSM 900, GSM 1800 i 1900 w Europie, Afryce, regionie Azji i Pacyfiku oraz Ameryce Północnej i Południowej
- Automatyczna zmiana zakresu częstotliwości

### Wymiary
- 106,5 × 46,8 × 23,8 mm, 86 cm³

### Masa
- Masa z baterią standardową: 100,8 grama
- Masa bez baterii: 81,3 grama
- Masa baterii standardowej BL-5B: 19,5 grama

### Czas czuwania (maksymalny)
- 300 godzin

### Czas rozmowy (maksymalny)
- 300 minut

### Zdjęcia i wideo
- Wbudowany aparat fotograficzny VGA
- Zaawansowane tryby działania aparatu: zdjęcia pojedyncze, zdjęcia seryjne, wideo i samowyzwalacz
- Nagrywanie i odtwarzanie wideo

### Stereofoniczne radio FM
- Radio w funkcji budzika

## Funkcje dodatkowe
- Dioda gotowości, ułatwiająca odszukanie telefonu
- Profile czasowe (w tym dwa osobiste)
- Automatyczna blokada klawiatury
- Latarka
- Kompas
- Termometr
- Budzik
- Stoper
- Minutnik
- Przelicznik walut
- Kalkulator

### Gry
- 2 gry:
  - Bowling
  - Adventure Race

### Aplikacje Java
- Java MIDP 2.0 (maks. rozmiar aplikacji: 128 kB)
- Aplikacje Wprowadzenie, Trener fitness, Polar MobileLink to Sports oraz Polar MobileLink to Fitness

- PC Suite
- Wireless Village (wiadomości błyskawiczne, kontakty z informacjami o dostępności)
- Łączność z monitorami pracy serca Polar S625X, S725, S725X, AXN500 i AXN700 przy użyciu aplikacji Polar MobileLink
- Aplikacja lokalizacyjna i mapy przy zastosowaniu obudów GPS (akcesorium opcjonalne)

### Internet
- Przeglądarka xHTML przez TCP/IP

### Transmisja danych
- EDGE: klasa 6, pobieranie z szybkością do 177,6 Kb/s
- GPRS: klasa 10, pobieranie z szybkością do 62,4 Kb/s
- WAP 2.0, TCP/IP